# Rhinella beebei
Rhinella beebei és una espècie de gripau de la família Bufonidae que habita a Colòmbia, Trinitat i Tobago i Veneçuela. El seu hàbitat inclou boscos secs tropicals o subtropicals, sabanes seques i humides, zones de matollar tropicals o subtropicals i secs, aiguamolls d'aigua dolça, terra arable, zones de pastures, jardins rurals, zones prèviament boscoses ara molt degradades, canals i dics. Està amenaçada d'extinció.